# دیوید توایتس
دیوید باری توایتس (متولد ۱۶ ژوئن ۱۹۷۶) بازیگر و تهیه‌کننده انگلیسی است. شهرت وی به دلیل حضور مکرر در برنامه‌های تلویزیونی از اوایل سنین نوجوانی است. توایتس در سال ۱۹۸۹، در سن ۱۳ سالگی، او در نقش Eustace Scrubb در فیلم اقتباسی بی‌بی‌سی از داستان سفر مسافر طلوع آفتاب با نام شاهزاده کاسپین و سفر کشتی سپیده‌پیما به ایفای نقش پرداخت و یک سال بعد او مجدداً این نقش را در فیلم صندلی نقره‌ای بر عهده گرفت. وی که اکنون در لس آنجلس زندگی می‌کند، به تهیه کنندگی فیلم می‌پردازد و در تیم تولید فیلم‌هایی هم چون همه مردان پادشاه (فیلم ۲۰۰۶)، جواز ازدواج و قوی سیاه (فیلم ۲۰۱۰) و تهیه‌کننده در دوشیزه پاتر به فعالیت و همکاری پرداخته‌است.

## فیلم‌شناسی

### فیلم
| سال      | عنوان   | نقش             | یادداشت |
| -------- | ------- | --------------- | ------- |
| سال ۱۹۹۲ | جواهرات | فیلیپ (۱۶ ساله) |         |
| ۱۹۹۶     | اینجا   | می‌سوزد          |         |

### تلویزیون
| سال  | عنوان                               | نقش               | یادداشت                             |
| ---- | ----------------------------------- | ----------------- | ----------------------------------- |
| ۱۹۸۹ | شاهزاده کاسپین و سفر کشتی سپیده‌پیما | Eustace Scrubb    | کامئو قسمت: "شاهزاده کاسپین قسمت ۲" |
| ۱۹۹۰ | صندلی نقره‌ای                        | Eustace Scrubb    |                                     |
| ۱۹۹۳ | بونجور لا کلاس                      | بازیکن سنت برنارد | قسمت: "کارت قرمز"                   |
| ۱۹۹۳ | لژ                                  | پود               | ۹ قسمت                              |